# Kardinalska imenovanja pape Pija XI.
Papa Pio XI. za vrijeme svoga pontifikata (1922. – 1939.) održao je 17 konzistorija na kojima je imenovao ukupno 76 kardinala.

## Konzistorij 11. prosinca 1922. (I.)
1. Achille Locatelli, solunski naslovni nadbiskup, nuncij u Portugalu
2. Giovanni Bonzano, P.I.M.E., melitanski naslovni nadbiskup, apostolski delegat u Sjedinjenim Američkim Državama
3. Enrique Reig y Casanova, valencijski nadbiskup
4. Alexis Charost, renski nadbiskup
5. Eugenio Tosi, O.SS.C.A., milanski nadbiskup
6. Stanislas-Arthur-Xavier Touchet, orleanski biskup
7. Giuseppe Mori, tajnik Svete kongregacije koncila
8. Franz Ehrle, S.J.

## Konzistorij 23. svibnja 1923. (II.)
1. Giovanni Battista Nasalli Rocca di Corneliano, bolonjski nadbiskup
2. Luigi Sincero, prisjednik Svete konzistorijalne kongregacije

## Konzistorij 20. prosinca 1923. (III.)
1. Evaristo Lucidi, tajnik Vrhovnoga sudišta Apostolske signature
2. Aurelio Galli, tajnik pisama kneževima

## Konzistorij 24. ožujka 1924. (IV.)
1. George William Mundelein, čikaški nadbiskup
2. Patrick Joseph Hayes, njujorški nadbiskup

## Konzistorij 30. ožujka 1925. (V.)
1. Eustaquio Ilundain y Esteban, seviljski nadbiskup
2. Vicente Casanova y Marzol, granadski nadbiskup

## Konzistorij 14. prosinca 1925. (VI.)
1. Bonaventura Cerretti, korintski naslovni nadbiskup, nuncij u Francuskoj
2. Enrico Gasparri, sebastanski naslovni nadbiskup, nuncij u Brazilu
3. Patrick O'Donnell, armaški nadbiskup
4. Alessandro Verde, tajnik Svete kongregacije obreda

## Konzistorij 21. lipnja 1926. (VII.)
1. Luigi Capotosti, termski naslovni nadbiskup, tajnik Svete kongregacije za sakramentalnu stegu
2. Carlo Perosi, prisjednik Vrhovne svete kongregacije Svetoga Oficija

## Konzistorij 20. prosinca 1926. (VIII.)
1. Lorenzo Lauri, efeški naslovni nadbiskup, nuncij u Poljskoj
2. Giuseppe Gamba, torinski nadbiskup

## Konzistorij 20. lipnja 1927. (IX.)
1. Jozef-Ernest van Roey, mehelenski nadbiskup
2. August Hlond, S.D.B., gnježanski i poznanski nadbiskup

## Konzistorij 19. prosinca 1927. (X.)
1. Alexis-Henri-Marie Lépicier, O.S.M., tarški naslovni nadbiskup, apostolski vizitator u Abesiniji i Eritreji
2. Félix-Raymond-Marie Rouleau, O.P., kvebeški nadbiskup
3. Pedro Segura y Sáenz, toledski nadbiskup
4. Henri-Charles-Joseph Binet, bezansonski nadbiskup
5. Jusztinián György Séredi, O.S.B., ostrogonski nadbiskup

## Konzistorij 15. srpnja 1929. (XI.)
1. Alfredo Ildefonso Schuster, O.S.B., izabrani milanski nadbiskup [a]

## Konzistorij 16. prosinca 1929. (XII.)
1. Manuel Gonçalves Cerejeira, lisabonski patrijarh
2. Eugenio Pacelli, sardski naslovni nadbiskup, nuncij u Njemačkoj [b]
3. Luigi Lavitrano, palermski nadbiskup
4. Carlo Dalmazio Minoretti, đenovski nadbiskup
5. Joseph Mac Rory, armaški nadbiskup
6. Jean Verdier, P.S.S., pariški nadbiskup

## Konzistorij 30. lipnja 1930. (XIII.)
1. Sebastião Leme da Silveira Cintra, nadbiskup São Sebastião do Rio de Janeira
2. Francesco Marchetti Selvaggiani, seleucijski naslovni nadbiskup, predsjednik Vrhovnoga središnjeg vijeća Svete kongregacije za širenje vjere
3. Raffaele Carlo Rossi, O.C.D., solunski naslovni nadbiskup, prisjednik Svete konzistorijalne kongregacije
4. Giulio Serafini, lampsački naslovni nadbiskup, tajnik Svete kongregacije koncila
5. Achille Liénart, lilski nadbiskup

## Konzistorij 13. ožujka 1933. (XIV.)
1. Angelo Maria Dolci, gerapolski naslovni nadbiskup, nuncij u Rumunjskoj
2. Pietro Fumasoni Biondi, doklejski naslovni nadbiskup, apostolski delegat u Sjedinjenim Američkim Državama
3. Federico Tedeschini, lepantski naslovni nadbiskup, nuncij u Španjolskoj [c]
4. Maurilio Fossati, O.SS.C.G., torinski nadbiskup
5. Carlo Salotti, filipopoljski naslovni nadbiskup, tajnik Svete kongregacije za širenje vjere
6. Jean-Marie-Rodrigue Villeneuve, O.M.I., kvebeški nadbiskup
7. Elia dalla Costa, firentinski nadbiskup
8. Theodor Innitzer, bečki nadbiskup

## Konzistorij 16. prosinca 1935. (XV.)
1. Ignace Gabriel I Tappouni, antiohijski patrijarh (Sirska katolička Crkva)
2. Enrico Sibilia, sidski naslovni nadbiskup, nuncij u Austriji
3. Francesco Marmaggi, adrianopolski naslovni nadbiksup, nuncij u Poljskoj
4. Luigi Maglione, cezarejski naslovni nadbiskup, nuncij u Francuskoj
5. Carlo Cremonesi, nikomedijski naslovni nadbiskup
6. Alfred-Henri-Marie Baudrillart, Orat., melitenski naslovni nadbikup, pariški generalni vikar
7. Emmanuel-Célestin Suhard, remski nadbiskup
8. Karel Kašpar, praški nadbiskup
9. Santiago Luis Copello, buenosairski nadbiskup
10. Isidro Gomá Tomás, toledski nadbiskup
11. Camillo Caccia Dominioni, papinski majordom
12. Nicola Canali, prisjednik Vrhovne svete kongregacije Svetoga Oficija
13. Domenico Jorio, tajnik Svete kongregacije za sakramentalnu stegu
14. Vincenzo La Puma, tajnik Svete kongregacije za redovnike
15. Federico Cattani Amadori, tajnik Vrhovnoga sudišta Apostolske signature
16. Massimo Massimi, dekan Svete Rimske rote
17. Domenico Mariani, tajnik Uprave za imovinu Svete Stolice
18. Pietro Boetto, S.J.

## Konzistorij 15. lipnja 1936. (XVI.)
1. Giovanni Mercati, prefekt Vatikanske knjižnice
2. Eugène Tisserant, pro-prefekt Vatkanske knjžnice

## Konzistorij 13. prosinca 1937. (XVII.)
1. Adeodato Giovanni Piazza, O.C.D., venecijanski patrijarh
2. Ermenegildo Pellegrinetti, adanski naslovni nadbiskup, nuncij u Jugoslaviji
3. Arthur Hinsley, vestminsterski nadbiskup
4. Giuseppe Pizzardo, nicejski naslovni nadbiskup, tajnik Svete kongregacije za izvanredne crkvene poslove
5. Pierre-Marie Gerlier, lionski nadbiskup